# Pseudione parviramus
Pseudione parviramus là một loài chân đều trong họ Bopyridae. Loài này được Adkison miêu tả khoa học năm 1988.